# Ceratolasma tricantha
Ceratolasma tricantha is een hooiwagen uit de familie Ceratolasmatidae.